# Real Sitio de San Lorenzo de El Escorial
Die Königliche Stätte San Lorenzo de El Escorial (spanisch Real Sitio de San Lorenzo de El Escorial) ist eine Schloss- und Klosteranlage, die in den Jahren 1563 bis 1584 im Auftrag des Königs Philipp II. von Spanien nach Plänen von Juan Bautista de Toledo und unter langjähriger Bauleitung von Juan de Herrera in der Gemeinde San Lorenzo de El Escorial nordwestlich von Madrid errichtet wurde. Der Komplex dient auch als traditionelle Grabstätte der spanischen Könige. Er ist der größte Renaissancebau der Welt und gehört seit dem Jahr 1984 zum UNESCO-Weltkulturerbe.

## Lage
Der Klosterpalast des Escorial befindet sich auf der Südseite der Sierra de Guadarrama in einer Höhe von ca. 910 m. Die Entfernung zur spanischen Hauptstadt Madrid beträgt etwa 45 km (Fahrtstrecke).

## Geschichte
Nachdem Philipp II. von Spanien am 10. August 1557, dem Fest des heiligen Laurentius (spanisch San Lorenzo), in der Schlacht von Saint-Quentin den französischen König Heinrich II. besiegt hatte, gelobte er, zu Ehren des Heiligen ein Kloster zu bauen. Seine Astrologen wählten den kleinen kastilischen Ort El Escorial („die Schutthalde“) aus.
Am 23. April 1563 begannen die Bauarbeiten, die bis zum 13. September 1584 dauerten. Granitblöcke aus der Sierra de Guadarrama wurden für den Bau verwendet. Entworfen wurde El Escorial von Juan Bautista de Toledo, einem Schüler Michelangelos. Nach dessen Tod 1567 übernahm Juan de Herrera die Nachfolge und wurde so zum eigentlichen Erbauer des Escorial. Von Gicht geplagt, regierte Philipp II. von hier aus.
Philipps Nachfolger nutzten den Palast von El Escorial nur ungern – für eine festgelegte Zeit des Jahres war ihnen die Anlage jedoch durch das Hofprotokoll als Residenz zugewiesen. In der barocken Gruft, die im Jahr 1654 von Juan Gómez de Mora erweitert wurde, sind fast alle spanischen Könige von Karl I. bis Alfons XIII. bestattet. Karl IV., dem die Strenge des Palastes nicht gefiel, baute Ende des 18. Jahrhunderts in der Nähe ein Lustschloss im maurischen Stil, die Casita del Príncipe. Seit 1861 ist der Escorial keine königliche Residenz mehr.

## Architektur

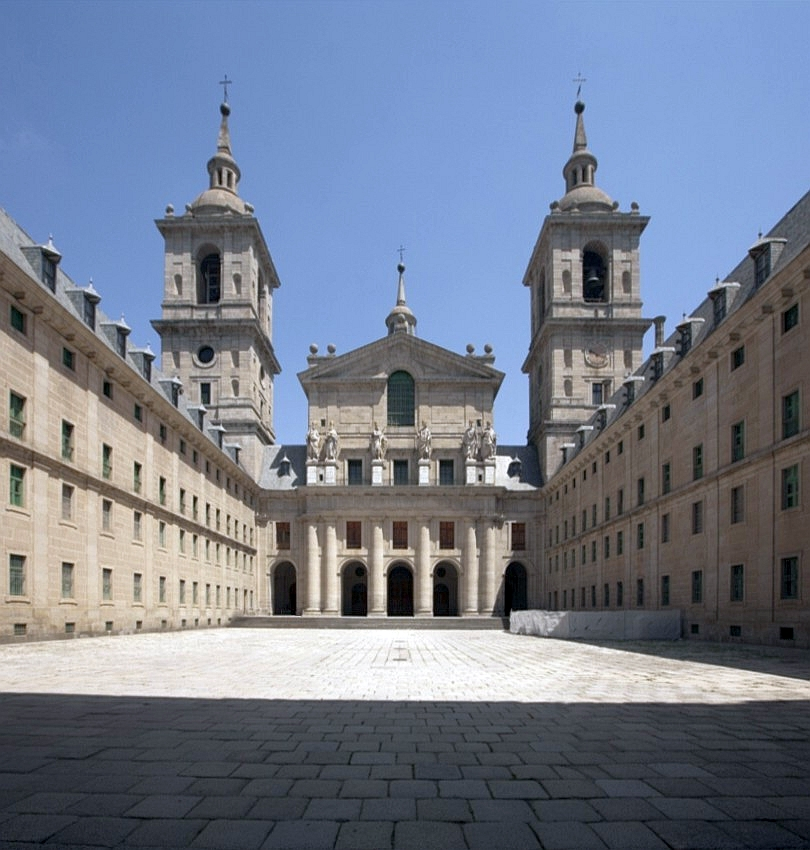
Innenhof mit Eingang zur Kirche

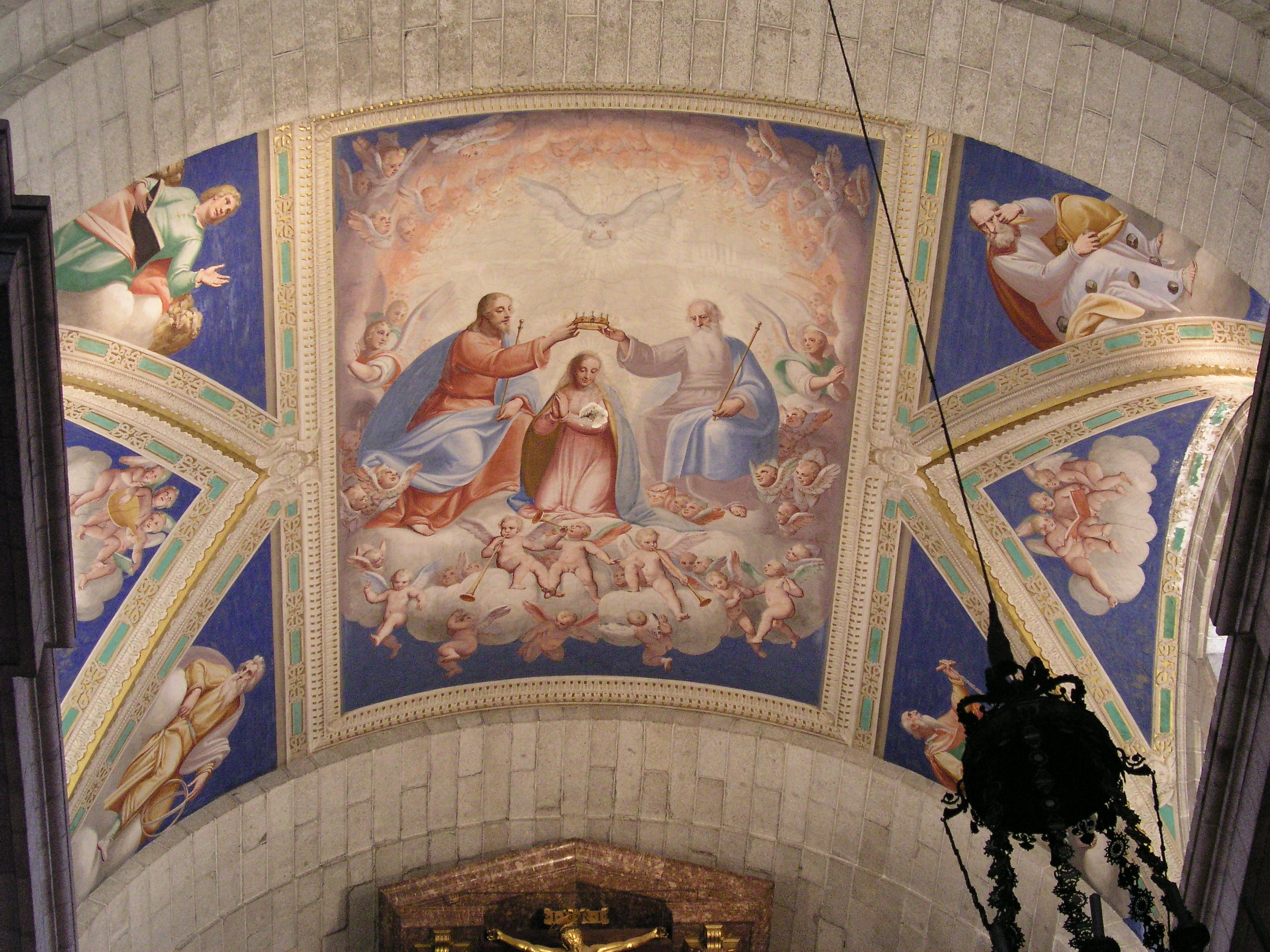
Deckenansicht der Kirche

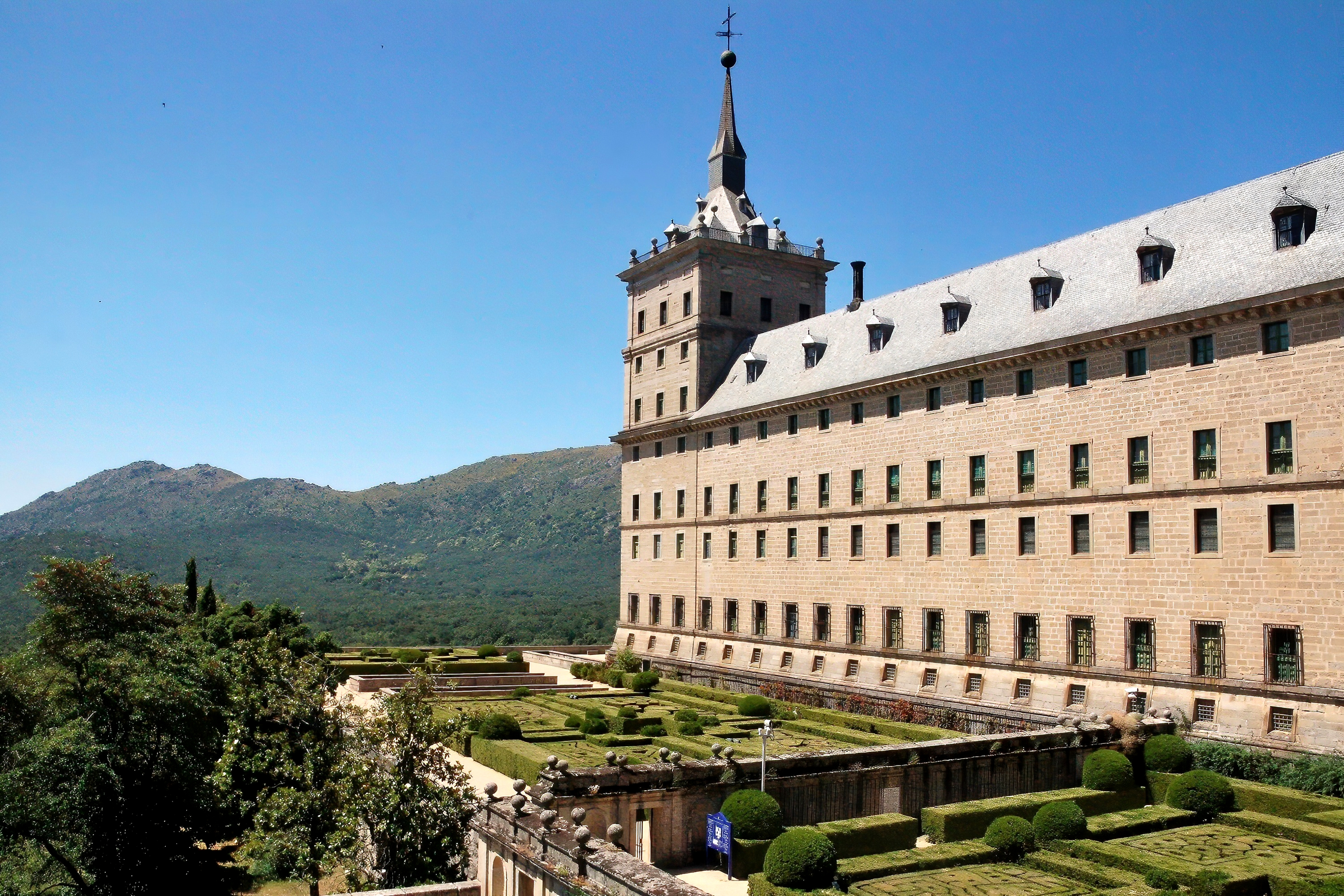
El Escorial – Mit Blick in die Gärten

Das Bauwerk wirkt trotz seiner Länge von 207 m und einer Breite von 161 m nicht wie ein typischer Palast. Die Fassaden sind wegen der Vorliebe Philipps II. für einen asketischen Lebensstil im nüchternen Stil der spanischen Renaissance gestaltet. Zum Gebäudekomplex gehören eine Kirche (über einem Quincunx-Grundriss im Mailänder Schema errichtet), ein dem hl. Laurentius geweihtes Kloster des Ordens der Hieronymiten (heute in der Obhut der Augustiner), der eigentliche Königspalast, eine Schule und eine Bibliothek. Der Bau gilt als Hauptbeispiel für den Desornamentado-Stil (Herrera-Stil). Auf einer Grundfläche von 33.000 m², die nur vom Vatikanpalast übertroffen wird, gibt es 2000 Gemächer mit 3000 Türen und 2673 Fenstern, außerdem 16 Höfe, 12 Kreuzgänge, 88 Brunnen und 86 Treppenaufgänge. Der Grundriss hat die Form eines Gitters, zu Ehren des heiligen Laurentius, welcher der Überlieferung nach auf einem Feuerrost das Martyrium erlitt.

## Bibliothek

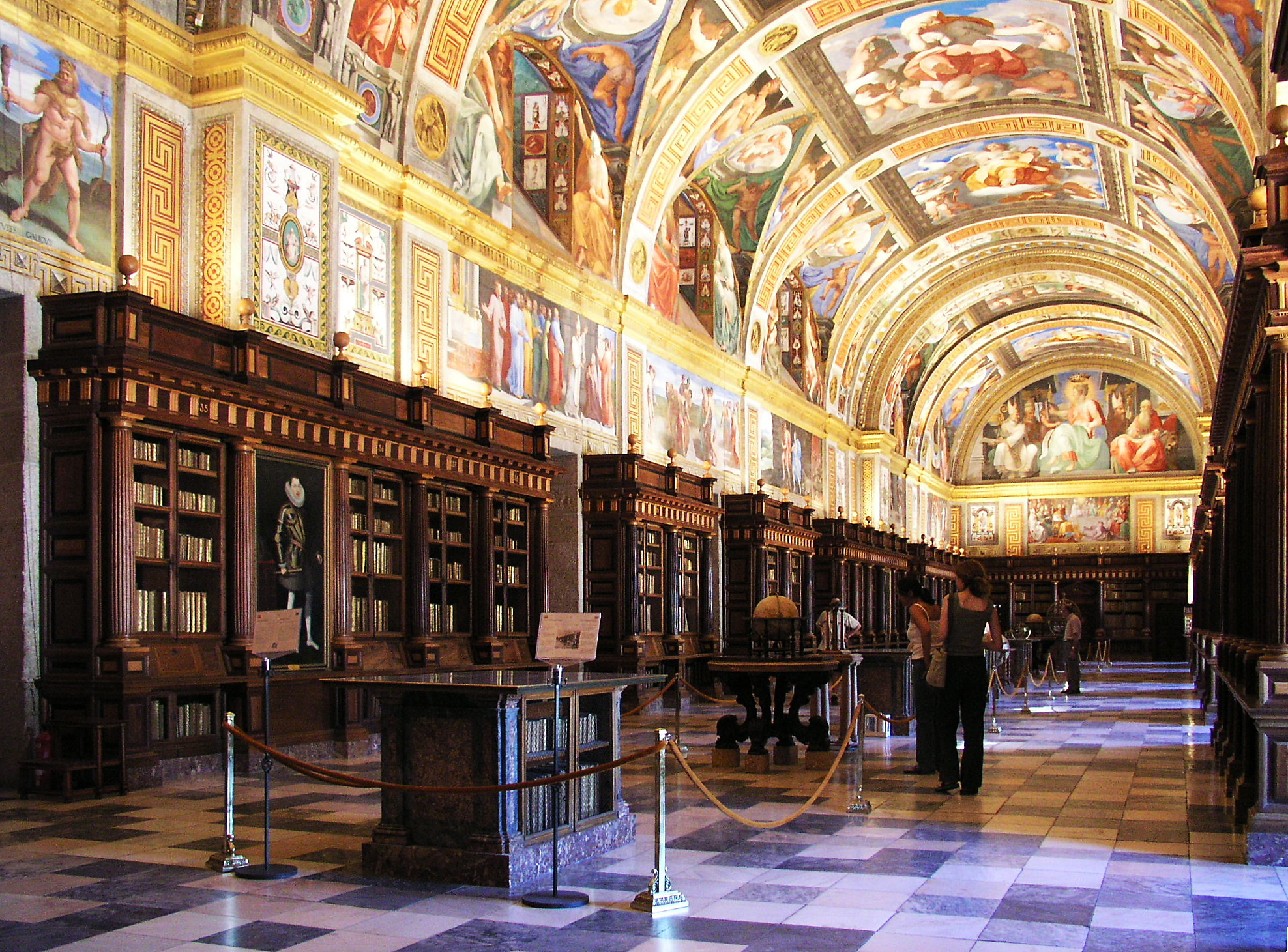
Historischer Bibliothekssaal

Die Bibliothek ist in einem der größten Säle des Palastes mit prunkvollen Deckenfresken untergebracht; sie beherbergt über 40.000 Bücher, darunter zahlreiche mittelalterliche Handschriften einschließlich lateinischer, griechischer und arabischer Manuskripte. König Philipp II. ließ sie 1567 anlegen und in ihr etwa 4000 Bände seiner Privatsammlung unterbringen. In der Folge kam es zu bedeutenden weiteren Schenkungen an die Escorial-Bibliothek, die 1587 bereits etwa 18.000 Bände umfasste. Allerdings vernichtete 1671 ein Großbrand einen beträchtlichen Teil des Bücherbestandes.

## Königspalast
Hier sind Porzellan, Möbel und Wandteppiche zu besichtigen. Im Schlachtensaal finden sich 55 m lange Wandmalereien, die den kastilischen Sieg über Granada in der Schlacht von La Higueruela (1431) sowie mehrere Schlachten aus der Regierungszeit Philipps II. zeigen, vor allem aus den Kriegen gegen Frankreich (Saint-Quentin) und Portugal (Seeschlacht von Terceira).

## Architekturmuseum und Pinakothek
Das Architekturmuseum beherbergt eine Dokumentation der 21-jährigen Bauarbeiten. Der Sommerpalast Philipps II. besitzt eine wertvolle Gemäldesammlung mit Werken von Tizian, El Greco, Albrecht Dürer und besonders Hieronymus Bosch, dem Lieblingsmaler Philipps II.

## Kirche
Im Zentrum der Anlage befindet sich die Klosterkirche, die dem Hl. Laurentius vom Siege (span. San Lorenzo de la Victoria) geweiht ist. Die Fassade der monumentalen Kirche erhebt sich im Königshof, dem Haupteingang gegenüber. Über der Dreiportalanlage wachen die Standbilder von sechs biblischen Königen. Rechts und links des Eingangs stehen die beiden 72 m hohen Glockentürme. Die Höhe der Kuppel der Kirche beträgt 90 m. Im Inneren der Kirche gibt es 40 Altäre; der Hochaltar ist aus rotem Marmor und Jaspis gefertigt. An den beiden Seiten des Hochaltars befinden sich die Grabmäler Philipps II. und Kaiser Karls V. und ihrer Familien. Die Sakristei verwahrt unter anderem über vierzig wertvolle Gemälde, darunter Werke von Tizian und El Greco.
In der Basilika befindet sich eine Orgelanlage, die auf vier Orgelgehäuse verteilt ist. Die Anlage besteht aus Hauptorgel (79 Register), Epistelorgel (40 Register) und Evangelienorgel (17 Register). Sie befindet sich in Orgelgehäusen, die noch von dem ersten Orgelwerk der Basilika stammt, das von 1579 bis 1584 von dem Belgischen Orgelbauer Gilles Brebos im Auftrag König Philipps II. errichtet wurde. Von diesem Instrument ist nur ein Positiv erhalten, das 1997 von Orgelbau Grenzing restauriert wurde. Die übrige Orgelanlage wurde 1956 von der Orgelbaufirma Organeria española in den historischen Gehäusen errichtet. Die Anlage hat 136 Register zuzüglich neun Extensionen und lässt sich von einem fünfmanualigen Spieltisch anspielen. Die Spieltrakturen und Registertrakturen sind elektrisch.
| I Hauptwerk               |     |
| Flautado                  | 16' |
| Violón                    | 16' |
| Flautado                  | 08' |
| Principal                 | 08' |
| Flauta Armónica           | 08' |
| Flauta Dulce              | 08' |
| Corno de Gamo             | 08' |
| Violón                    | 08' |
| Octava                    | 04' |
| Flautado de Chiminea      | 04' |
| Docena                    | 02' |
| Quincena                  | 02' |
| Lleno IV-V                |     |
| Címbala III-IV            |     |
| Corneta Real VI (D)       |     |
| Trompeta                  | 16' |
| Trompeta Magna (Ext)      | 16' |
| Trompeta Real             | 08' |
| Trompeta de Batalla (Ext) | 08' |
| Clarín                    | 04' |
| Chirimía (Ext)            | 04' |
| Violeta (Ext)             | 02' |

| II Positiv         |    |
| Flauta de Chiminea | 8' |
| Principal          | 4' |
| Quintadena         | 4' |
| Corno de Gamo      | 2' |
| Chiflete           | 1' |
| Címbala III        |    |
| Sesquiáltera II    |    |
| Cromorno           | 8' |
| Regalía            | 4' |

| III Echowerk       |     |
| Quintatón          | 16' |
| Flautado Principal | 08' |
| Flauta Travesera   | 08' |
| Flauta Amabile     | 08' |
| Salicional         | 08' |
| Undamaris          | 08' |
| Flauta de Chiminea | 08' |
| Flauta Dulce       | 04' |
| Principal          | 04' |
| Quinta             | 02' |
| Flautino           | 02' |
| Lleno IV           |     |
| Trompeta Real      | 08' |
| Clarinete          | 08' |

| IV Schwellwerk      |     |
| Bordón              | 16' |
| Diapason            | 08' |
| Flauta de Concierto | 08' |
| Cor de Nuit         | 08' |
| Gamba               | 08' |
| Celeste             | 08' |
| Flauta Octaviante   | 04' |
| Principal           | 04' |
| Nazard Armónico     | 02' |
| Octavín Armónico    | 02' |
| Tercia              | 01' |
| Nazardo             | 01' |
| Piccolo             | 01' |
| Lleno V             |     |
| Bassón              | 16' |
| Fagor-Oboe          | 08' |
| Trompeta Armónica   | 08' |
| Clarín Armónico     | 04' |
| Voz Humana          | 08' |
| Temblante           |     |

| V Echo-Positiv   |     |
| Flauta de Camapa | 08' |
| Tapadillo        | 04' |
| Principal        | 02' |
| Bordoncillo      | 02' |
| Decinovena       | 01' |
| Tercerilla II    |     |
| Címbala II       |     |
| Tiorba (Ext)     | 16' |
| Orlos            | 08' |
| Temblante        |     |

| Pedalwerk   |     |
| Contrabajo  | 16' |
| Subbajo     | 16' |
| Octava Baja | 08' |
| Violoncello | 08' |
| Violón      | 08' |
| Principal   | 04' |
| Coral Bajo  | 04' |
| Lleno III   |     |
| Bombarda    | 16' |
| Trompeta    | 08' |
| Bajoncillo  | 04' |

| I Grand Orgue        |     |
| Quintadena           | 16' |
| Principal            | 08' |
| Flauta de Chiminea   | 08' |
| Octava               | 04' |
| Tapadillo            | 04' |
| Docena y Quincena II |     |
| Lleno IV-V           |     |
| Címbala III          |     |
| Corneta Real VI      |     |
| Trompeta Magna       | 16' |
| Clarín               | 08' |
| Chirimía (Ext)       | 04' |
| Violeta (Ext)        | 02' |

| II Positiv         |    |
| Violón             | 8' |
| Flauta de Chiminea | 4' |
| Principal          | 2' |
| Bordoncillo        | 2' |
| Chiflete           | 1' |
| Címbala II         |    |
| Cromorno           | 8' |

| III Schwellwerk   |    |
| Flauta de Campana | 8' |
| Quintadena        | 8' |
| Corno de Gamo     | 8' |
| Celeste           | 8' |
| Principal         | 4' |
| Flauta Dulce      | 4' |
| Decinovena        | 1' |
| Lleno III-IV      |    |
| Trompeta          | 8' |
| Fagor-Oboe        | 8' |
| Temblante         |    |

| Pedalwerk     |     |
| Grave         | 32' |
| Principal     | 16' |
| Subbajo       | 16' |
| Octava        | 08' |
| Violón        | 08' |
| Flautadito    | 04' |
| Corno de Gamo | 02' |
| Mixtura III   |     |
| Contra Fagot  | 32' |
| Bombarda      | 16' |
| Trompeta      | 08' |
| Fagot         | 04' |
|               |     |

| I Grand Orgue |    |
| Principal     | 8' |
| Violón        | 8' |
| Octava        | 4' |
| Gran Nazardo  | 2' |
| Lleno III-IV  |    |
| Trompeta Real | 8' |
| Clarín        | 4' |

| II Positiv   |     |
| Flauta Dulce | 08' |
| Tapadillo    | 04' |
| Quincena     | 02' |
| Nazardo      | 01' |
| Címbala II   |     |
| Viejas       | 16' |
| Orlos (Ext)  | 08' |
| Viejos (Ext) | 08' |
| Temblante    |     |

| Pedalwerk |     |
| Subbajo   | 16' |
| Bordón    | 08' |
| Principal | 04' |
| Fagot     | 16' |

## Königliche Gräber

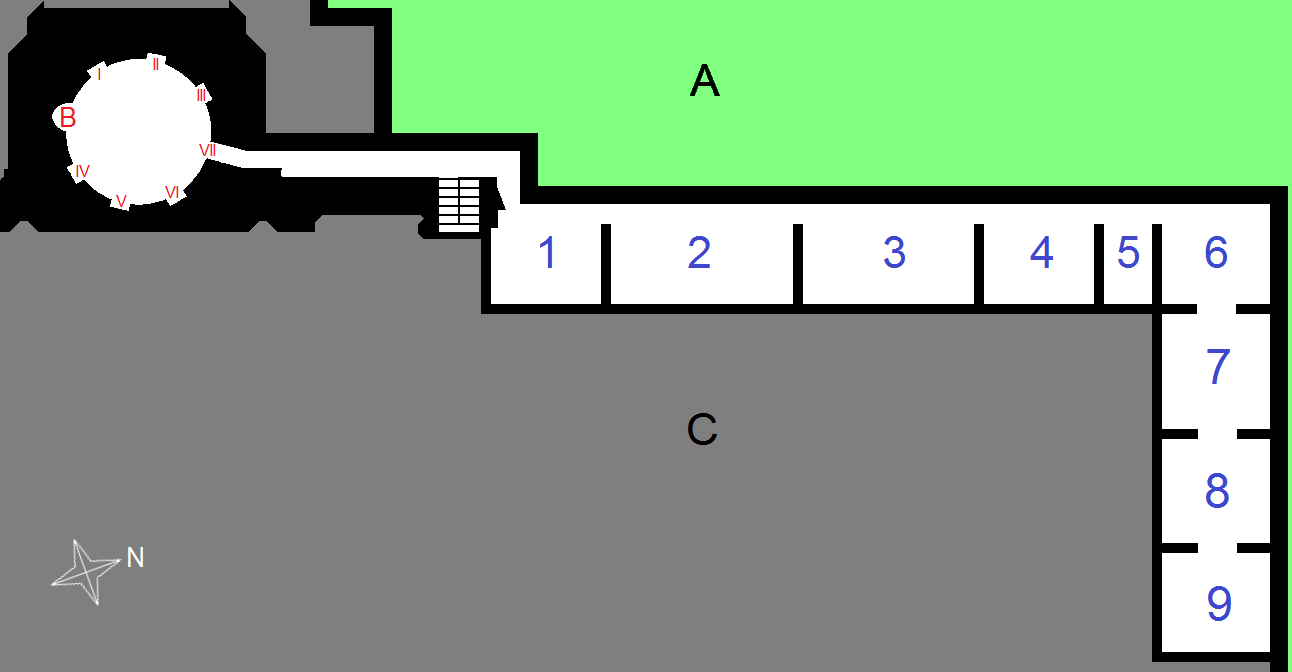
Lageplan der königlichen Gräber im Escorial
A: Gartenanlage, B: Altar im Pantheon der Könige, C: Kellergeschoss des Klosterpalastes, I-VII: Gruppen der Sarkophage im Pantheon der Könige, 1–9: Kapellen im Pantheon der Infanten

Im Klosterpalast des Escorial befindet sich die Grablege der spanischen Monarchen seit Karl V. und vieler ihrer Familienangehörigen. Beisetzungen finden hier bis zum heutigen Tage statt. Die Grablege besteht aus zwei Elementen: dem Pantheon der Könige sowie dem benachbarten Pantheon der Infanten.
Siehe auch: Grabstätten europäischer Monarchen

### Pudridero
Bevor ein Mitglied der königlichen Familie im Pantheon der Könige oder im Pantheon der Infanten seine letzte Ruhestätte erhält, ist es üblich, den Leichnam zunächst bis zu 50 Jahre im pudridero verwesen zu lassen.
Sowohl das Pantheon der Könige als auch das Pantheon der Infanten verfügen über ein eigenes pudridero. Es handelt sich dabei jeweils um einen öffentlich nicht zugänglichen Raum, der als Faulkammer dient, bevor die Gebeine in ihre endgültige Ruhestätte umgebettet werden. Die Faulkammer des Pantheons der Könige liegt direkt an der Treppe, die die Besucher zur Grabstätte der spanischen Könige führt, hinter einer unscheinbaren Holztür. Es handelt sich dabei um einen fensterlosen Raum von etwa 16 m², der mit Marmor ausgekleidet ist und eine gewölbte Decke hat. Nur die Mönche des Augustiner-Klosters dürfen die Faulkammer betreten. 
In dem jeweiligen Pudridero finden die Leichname eine Art „vorletzte Ruhestätte“. Der Leichnam eines Mitgliedes der königlichen Familie wird im Rahmen der Trauerfeierlichkeiten den Mönchen übergeben; früher wurde bei der Übergabe des Sarges mit dem Leichnam drei Mal kräftig gegen den Sarg geschlagen und festgestellt „Der König ist tot, denn er antwortet nicht.“ 
Derzeit liegen im Pudridero der Könige zwei Personen: Don Juan und Dona Maria de las Mercedes.

### Pantheon der Könige

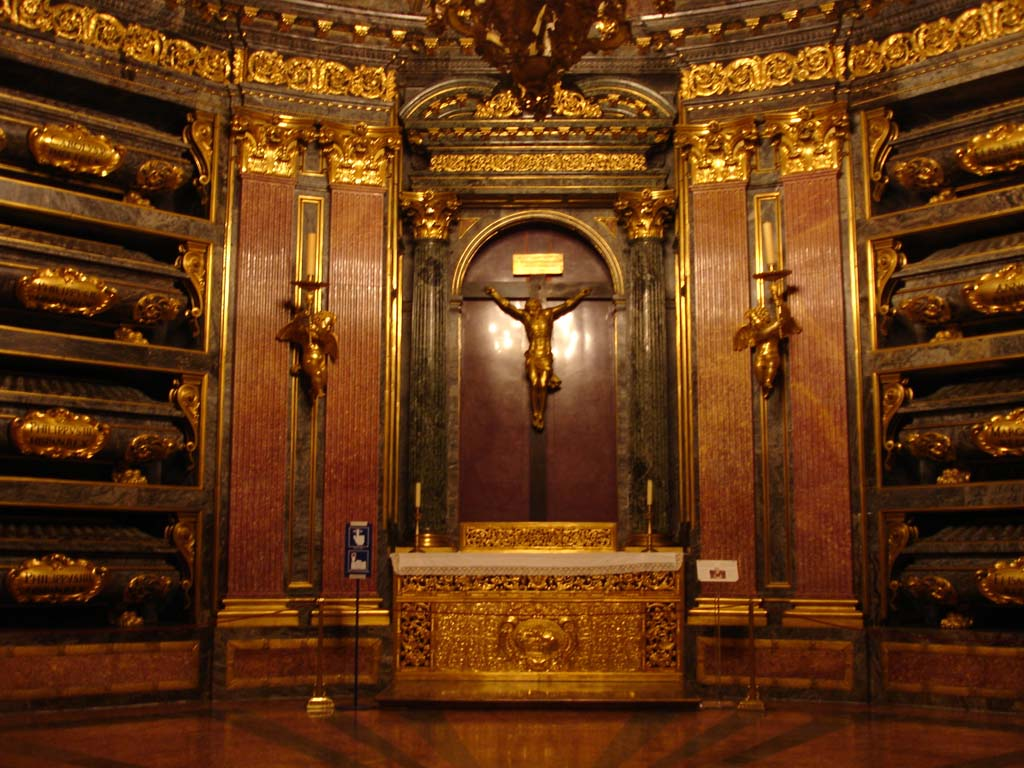
Pantheon der Könige

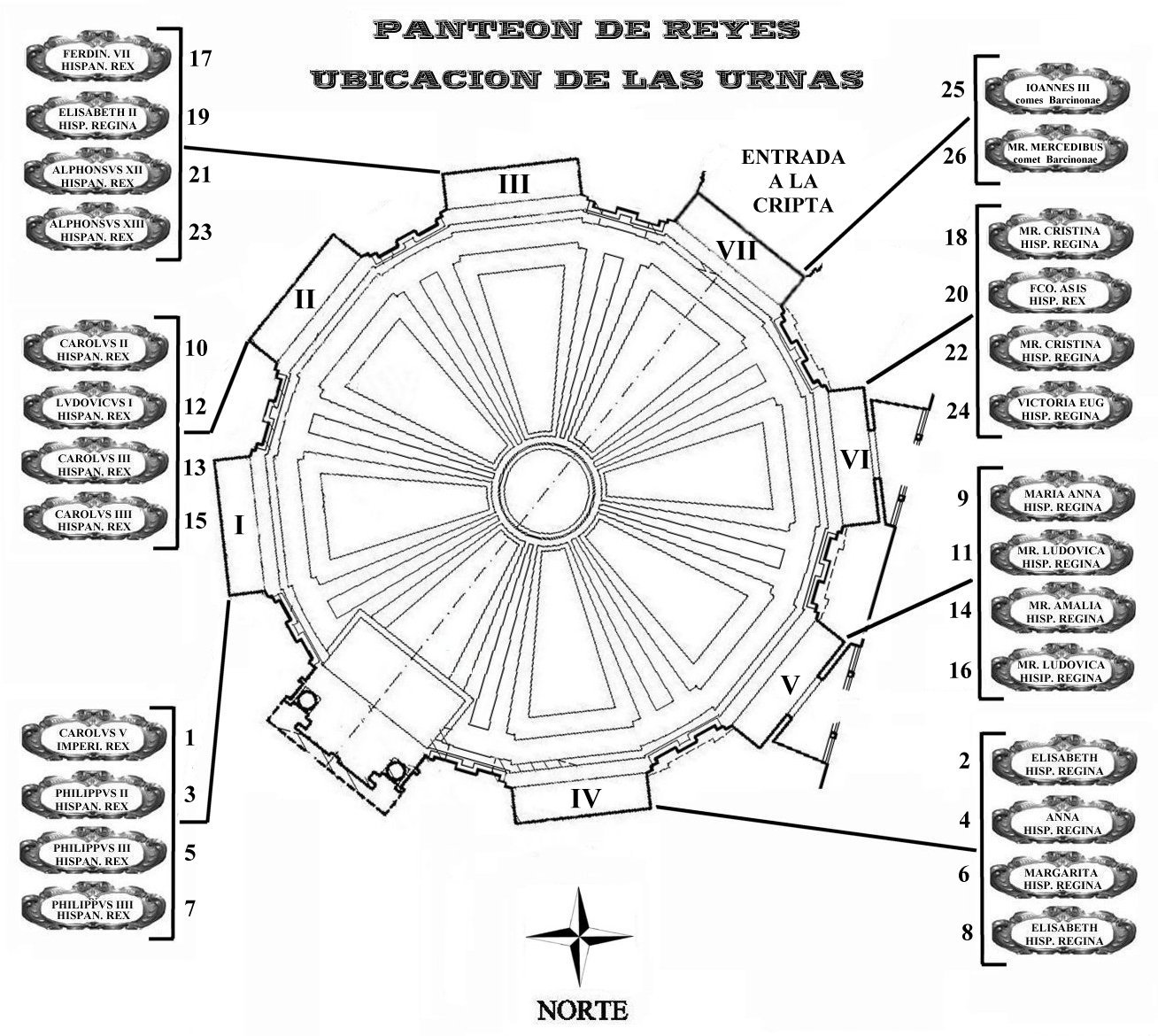
Pantheon der Könige: Lageplan

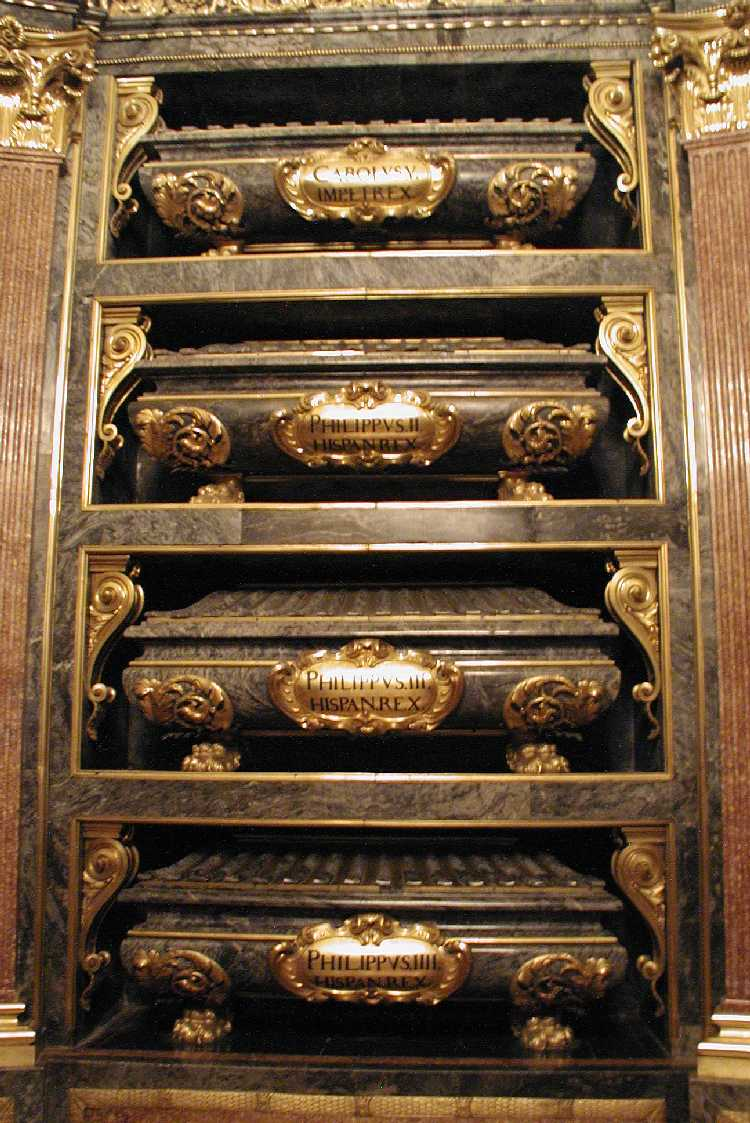
Pantheon der Könige: Gruppe I

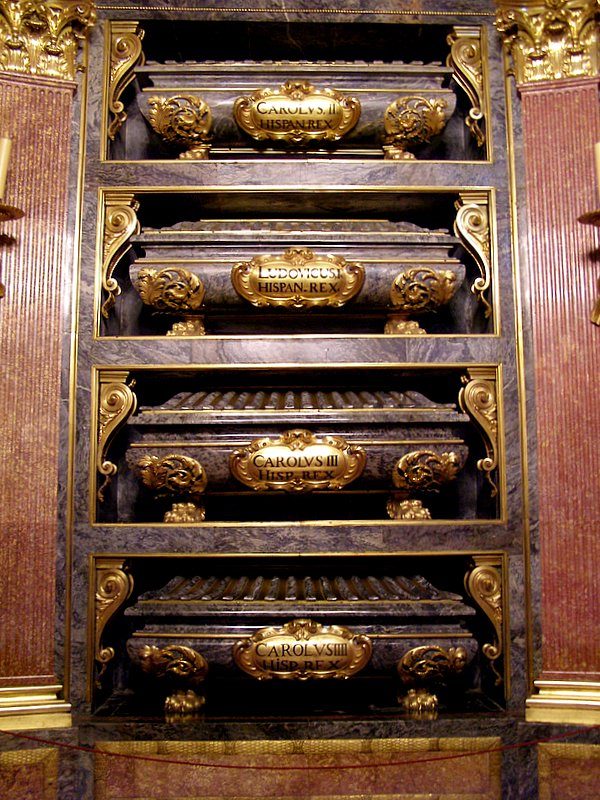
Pantheon der Könige: Gruppe II

Beim Pantheon der Könige handelt es sich um einen achtseitigen Kuppelbau aus schwarzem Marmor, der sich direkt unterhalb der Klosterkirche befindet. Juan de Herrera entwarf und errichtete den Rohbau im Auftrag Philipps II. nur in Granit. Mit dem Entwurf für die heutige künstlerische Gestaltung begann 1617 Juan Gómez de Mora, die Einrichtung wurde schließlich 1654 abgeschlossen. Der Zugang befindet sich in der Südwestwand dieses Oktogons, während die gegenüberliegende Wand im Nordosten vom Altar der Krypta eingenommen wird. Die Wände der übrigen sechs Seiten enthalten (als Gruppen I-VI) jeweils vier übereinander angeordnete Sargnischen. Zwei weitere Sargnischen befinden sich (als Gruppe VII) in der Südwestwand oberhalb des Eingangs. In jeder dieser Sargnischen steht ein Prunksarkophag aus schwarzem Marmor mit goldenen Verzierungen, wobei goldene Tafeln die Namen der jeweils beigesetzten Personen nennen. Von den Eheleuten der Monarchen  sind nur jene hier beigesetzt, welche auch Eltern eines Monarchen waren. Folgende Mitglieder des spanischen Königshauses sind im Pantheon der Könige beigesetzt:
Gruppe I:
- Kaiser Karl V. (24. Februar 1500–21. September 1558)
- Philipp II., König von Spanien (21. Mai 1527–13. September 1598)
- Philipp III., König von Spanien  (14. April 1578–31. März 1621)
- Philipp IV., König von Spanien  (8. April 1605–17. September 1665)

Gruppe II:
- Karl II., König von Spanien  (6. November 1661–1. November 1700)
- Ludwig I., König von Spanien  (25. August 1707–31. August 1724)
- Karl III., König von Spanien  (20. Januar 1716–14. Dezember 1788)
- Karl IV., König von Spanien (11. November 1748–20. Januar 1819)

Gruppe III:
- Ferdinand VII., König von Spanien  (14. Oktober 1784–29. September 1833)
- Isabella II., Königin von Spanien  (10. Oktober 1830–9. April 1904)
- Alfons XII., König von Spanien  (28. November 1857–25. November 1885)
- Alfons XIII., König von Spanien  (17. Mai 1886–28. Februar 1941)

Gruppe IV:
- Isabella von Portugal (24. Oktober 1503–1. Mai 1539) – (Gemahlin von Kaiser Karl V.)
- Anna von Österreich, Königin von Spanien (2. November 1549–26. Oktober 1580) – (vierte Gemahlin von König Philipp II.)
- Margarete von Österreich, Königin von Spanien (25. Dezember 1584–3. Oktober 1611) – (Gemahlin von König Philipp III.)
- Isabella von Bourbon, Königin von Spanien (22. Januar 1602–6. Oktober 1644) – (erste Gemahlin von König Philipp IV.)

Gruppe V:
- Maria Anna von Österreich, Königin von Spanien (24. Dezember 1635–16. Mai 1696) – (zweite Gemahlin von König Philipp IV.)
- Maria Luisa Gabriella von Savoyen, Königin von Spanien (17. November 1688–14. Februar 1714) – (erste Gemahlin von König Philipp V.)
- Maria Amalia von Sachsen, Königin von Spanien (24. November 1724–27. September 1760) – (Gemahlin von König Karl III.)
- Maria Luise von Bourbon-Parma, Königin von Spanien (9. Dezember 1751–2. Januar 1819) – (Gemahlin von König Karl IV.)

Gruppe VI:
- Maria Christina von Sizilien, Königin von Spanien (27. April 1806–22. August 1878) – (vierte Gemahlin von König Ferdinand VII.)
- Franz von Assisi von Bourbon, König von Spanien (13. Mai 1822–17. April 1902) – (Gemahl von Königin Isabella II.)
- Maria Christina von Österreich, Königin von Spanien (21. Juli 1858–6. Februar 1929) – (Gemahlin von König Alfons XII.)
- Victoria Eugénie von Battenberg, Königin von Spanien (24. Oktober 1887–15. April 1969) – (Gemahlin von König Alfons XIII.)

Gruppe VII:
- Juan, Graf von Barcelona (20. Juni 1913–1. April 1993) – (Vater von König Juan Carlos I., Sarkophag derzeit noch leer)
- María de las Mercedes de Borbón y Orleans, Gräfin von Barcelona (23. Dezember 1910–2. Januar 2000) – (Mutter von König Juan Carlos I., Sarkophag derzeit noch leer)

Die Prunksarkophage der Gruppe VII sind leer, da sich die Särge des Grafen von Barcelona und seiner Gemahlin derzeit noch im pudridero des Pantheons der Könige befinden.

### Pantheon der Infanten

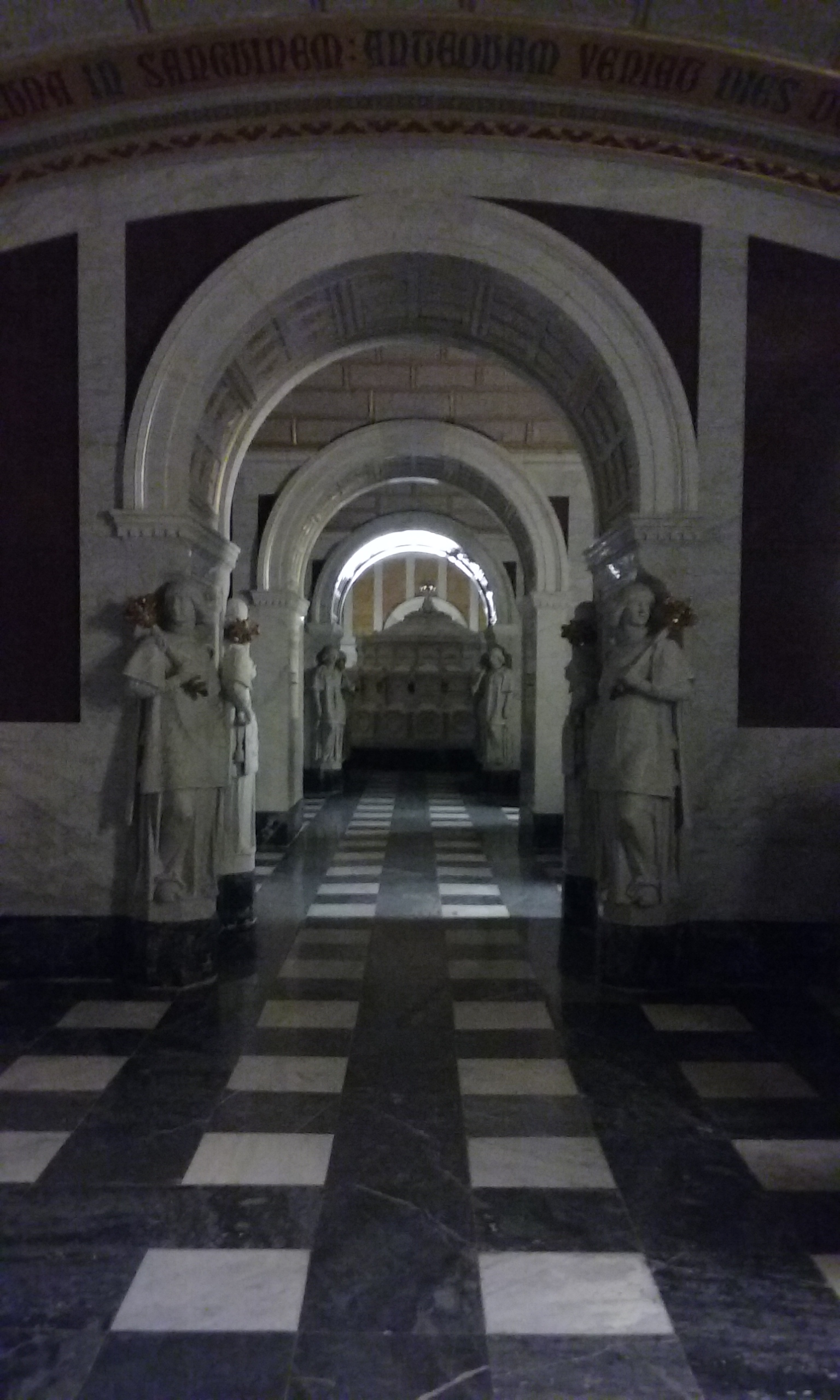
Die Raumflucht des Pantheons der Infanten: Blick aus Kapelle IX in Richtung der Kapelle VI mit dem Kinder-Sammelgrab

Das Pantheon der Infanten befindet sich im Ost- sowie dem Südtrakt des Schlosses und liegt unterhalb der Sakristei und der Kapitelsäle. Es handelt sich dabei um eine Raumflucht aus neun Kapellen, welche an der Nordseite der Klosterkirche beginnt. Jede der neun Kapellen besitzt einen eigenen Altar. Im Gegensatz zum Pantheon der Könige, das von den Farben Schwarz und Gold dominiert ist, wurde für die Wände und die Prunksarkophage des Pantheon der Infanten überwiegend weißer Marmor verwendet. Das Pantheon der Infanten wurde im Auftrag Isabellas II. in den Jahren 1862 bis 1886 nach Plänen von José Segundo de Lema erbaut und 1888 endgültig fertiggestellt. Das Pantheon der Infanten ist derzeit für die Beisetzung von 133 Personen (69 Erwachsene, 64 Kinder) ausgelegt, wobei bis 2014 insgesamt 55 Erwachsene und 38 Kinder hier bestattet wurden. Als Sammelgrab für früh verstorbene Kinder aus dem spanischen Königshaus dient ein freistehendes rundes Monument, welches sich in Kapelle VI befindet. In Kapelle IX sind u. a. sechzehn Mitglieder des Hauses Habsburg bestattet. Die sterblichen Überreste folgender Mitglieder des spanischen Königshauses sind im Pantheon der Infanten beigesetzt:
Kapelle I:

(2014: 8 belegte Sarkophage)

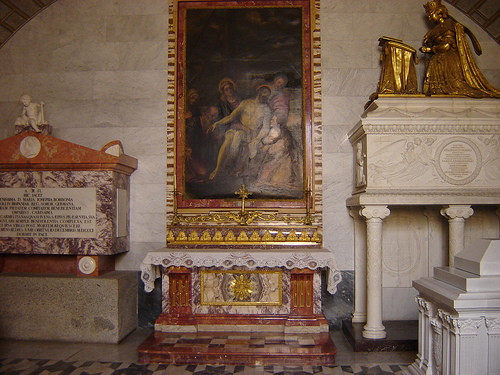
Kapelle I

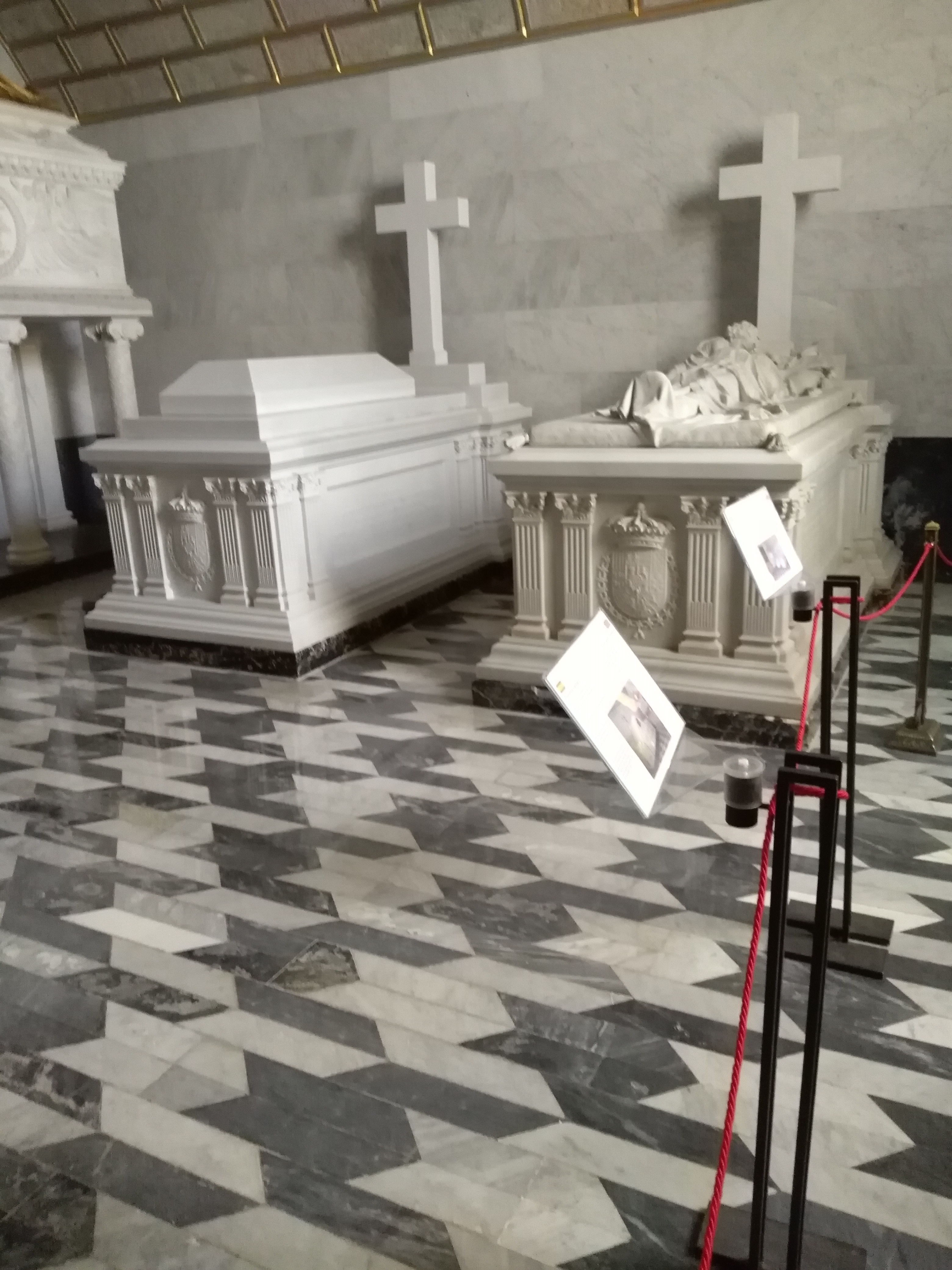
Kapelle I

1. Infantin María Josepha (6. Juli 1744–8. Dezember 1801) – (Tochter von König Karl III.)
2. Luisa von Sizilien, Herzogin von Cádiz (24. Oktober 1804–29. Januar 1844) – (Gemahlin von Francisco de Paula de Borbón, Herzog von Cádiz)
3. Infantin Amelia (28. August 1851–1870) – (Tochter von Infantin Luisa Fernanda von Spanien)
4. Infantin Cristina (29. Oktober 1852–1879) – (Tochter von Infantin Luisa Fernanda von Spanien)
5. Prinz Antoine d’Orléans, duc de Montpensier, (31. Juli 1824–4. Februar 1890)– (Gemahl von Infantin Luisa Fernanda von Spanien)
6. Infantin María de las Mercedes de Borbón, Fürstin von Asturien (11. September 1880–17. Oktober 1904) – (Tochter von Alfons XII.)
7. Infantin Luisa Fernanda (30. Januar 1832–2. Februar 1897) – (Tochter von Ferdinand VII.)
8. Infant Alfonso von Bourbon-Sizilien (1901–1964) – (Sohn von Infantin María de las Mercedes)

Kapelle II:

(2014: 3 belegte, 9 leere Sarkophage)
1. Infant Gonzalo (24. Oktober 1914–13. August 1934) – (Sohn von König Alfons XIII.)
2. Infant Alfonso, Fürst von Asturien (10. Mai 1907–6. September 1938) – (Sohn von König Alfons XIII.)
3. Infant Alfonso (3. Oktober 1941–29. März 1956) – (Bruder von König Juan Carlos I.)

Kapelle III:

(2014: 1 belegter Sarkophag)
1. Infantin María Teresa (12. November 1882–23. September 1912) – (Tochter von König Alfons XII.)

Kapelle IV:

(2014: 7 belegte, 5 leere Sarkophage)

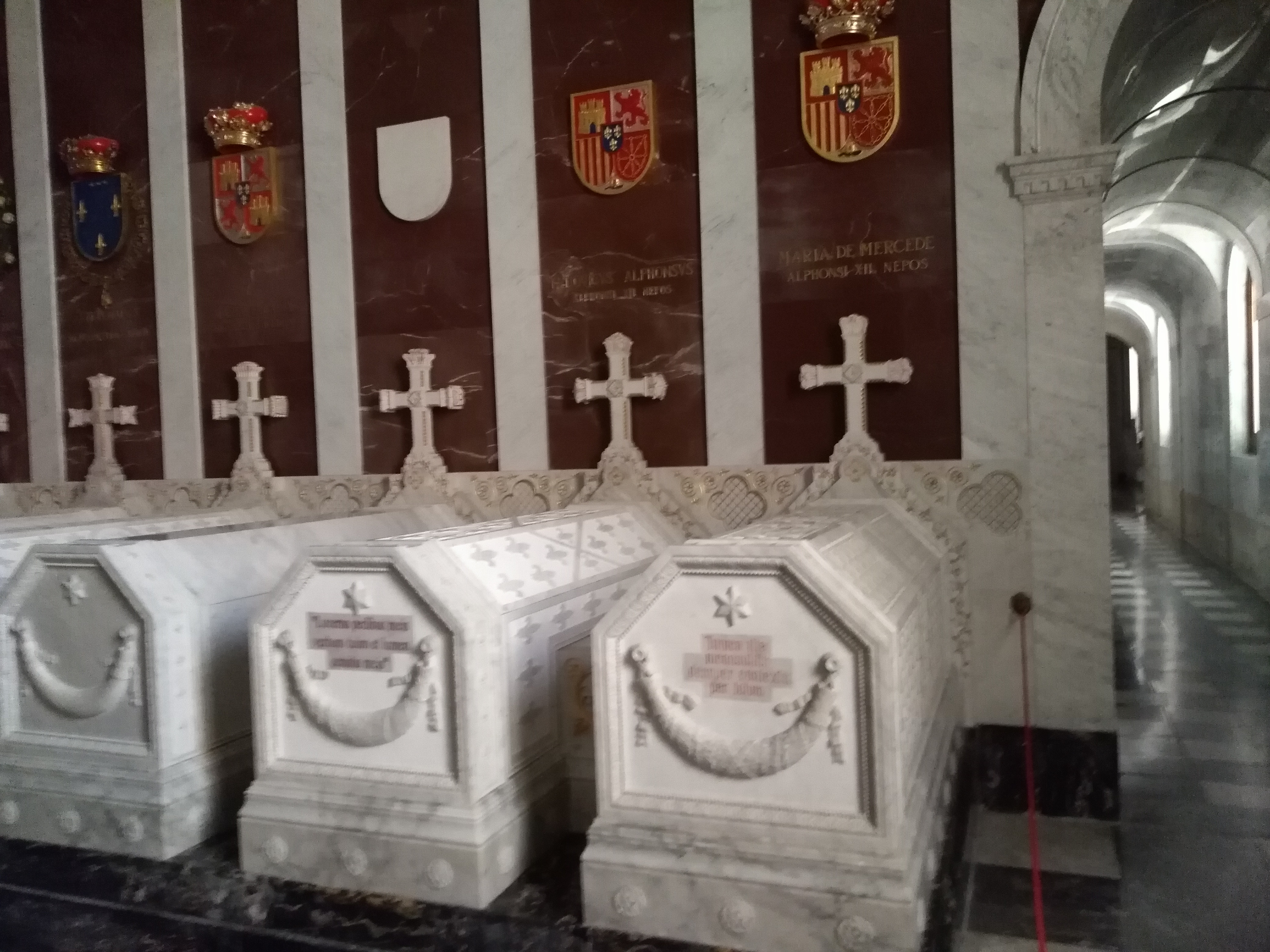
Kapelle IV

1. Prinz Gaetano von Sizilien (12. Januar 1846–26. November 1871) – (Gemahl von Infantin Maria Isabel de Borbón)
2. Infantin María del Pilar (4. Juni 1861–5. August 1879) – (Tochter von Königin Isabella II.)
3. Infantin Luisa, Herzogin von Sessa (11. Juni 1824–27. Dezember 1900) – (Tochter von Francisco de Paula de Borbón, Herzog von Cádiz)
4. Infantin Cristina (5. Juni 1833–19. Januar 1902) – (Tochter von Francisco de Paula de Borbón, Herzog von Cádiz)
5. Infant Antonio (1866–1930) – (Sohn von Infantin Luisa Fernanda von Spanien)
6. Infantin María de las Mercedes (1911–1953) – (Tochter von Infantin María Teresa)
7. Infantin Eulalia (12. Februar 1864–8. März 1958) – (Tochter von Königin Isabella II.)
8. Infant Luis Alfonso (1906–1983) – (Sohn von Infantin María Teresa) (2017)

Kapelle V:

(2014: 3 belegte Sarkophage)
1. Don Juan von Österreich (24. Februar 1547–1. Oktober 1578) – (unehelicher Sohn von König Karl I.)
2. Don Francisco Fernando von Österreich (1627–1634) – (unehelicher Sohn von König Philipp IV.)
3. Don Juan José von Österreich (7. April 1629–17. September 1679) – (unehelicher Sohn von König Philipp IV.)

Kapelle VI:

(2014: 38 belegte, 26 leere Grabnischen)

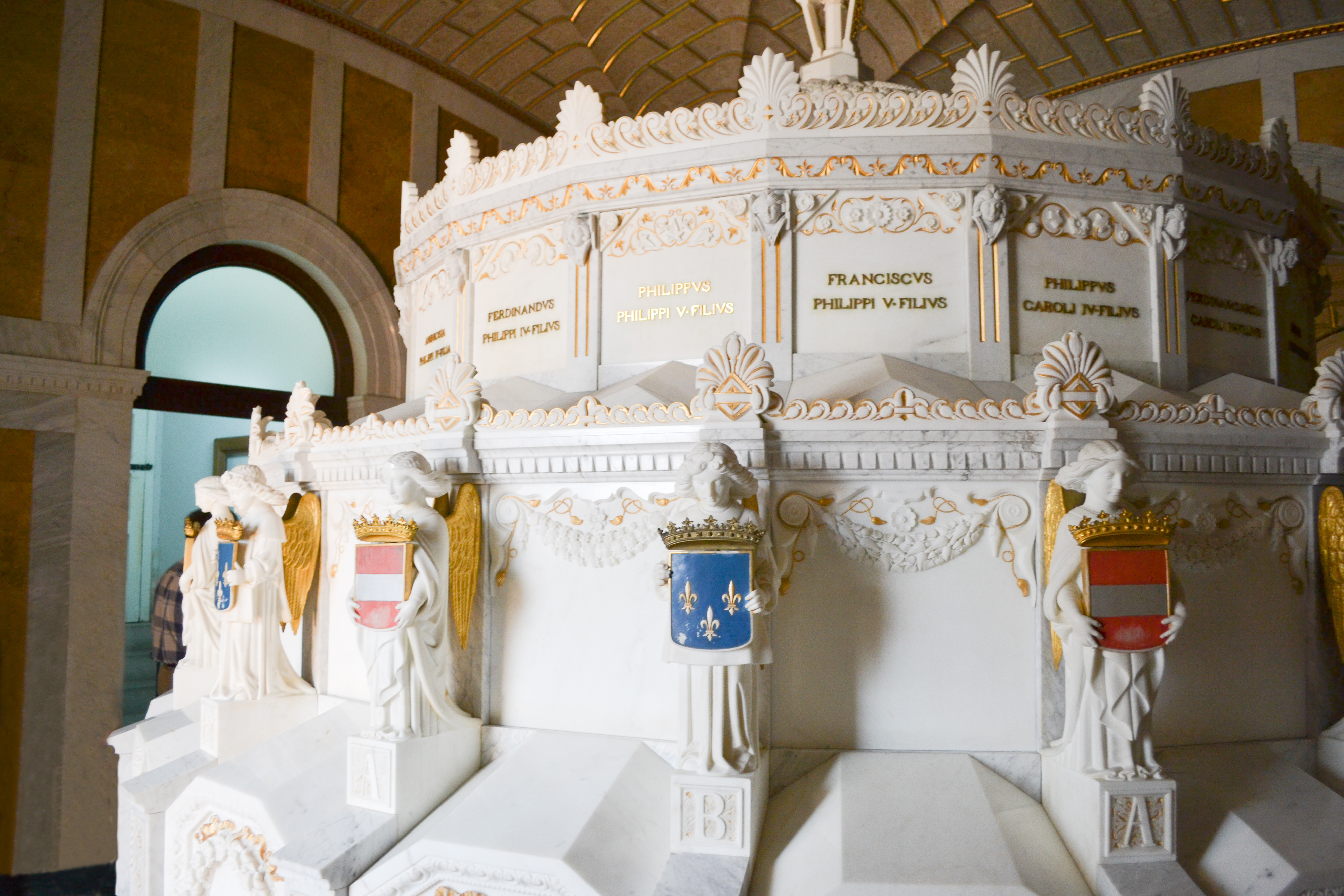
Kapelle VI: Kinder-Sammelgrab

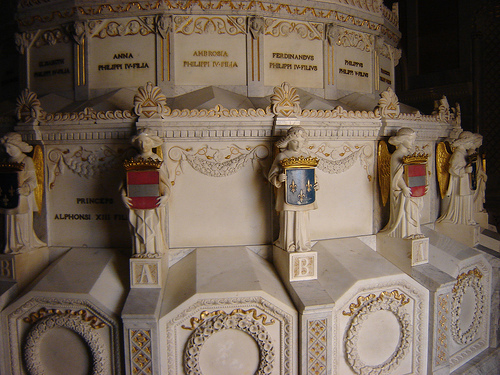
Kapelle VI: Kinder-Sammelgrab

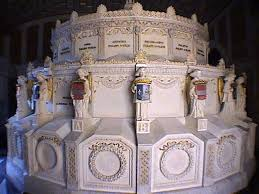
Kapelle VI: Kinder-Sammelgrab

1. Infant Juan von Österreich (19. Oktober 1537–20. März 1538) – (Sohn von König Karl I.)
2. Infant Lorenzo (12. August 1573–30. Juni 1575) – (Sohn von König Philipp II.)
3. Infantin María (14. Februar 1580–5. August 1583) – (Tochter von König Philipp II.)
4. Infantin María (1. Februar 1603–1. März 1603) – (Tochter von König Philipp III.)
5. Infant Alfonso (1611–1612) – (Sohn von König Philipp III.)
6. Infantin Margarita (14. August 1621–15. August 1621) – (Tochter von König Philipp IV.)
7. Infantin Catalina (25. November 1623–22. Dezember 1623) – (Tochter von König Philipp IV.)
8. Infantin María (21. November 1625–21. Juli 1627) – (Tochter von König Philipp IV.)
9. Infantin Isabel Teresa (31. Oktober 1627–1. November 1627) – (Tochter von König Philipp IV.)
10. Infant Fernando (1529–1529) – (Sohn von König Karl I.)
11. Infantin Ana Antonia (17. Januar 1636–5. Dezember 1636) – (Tochter von König Philipp IV.)
12. Prinz Ferdinand von Savoyen-Carignan (1634–1637) – (Sohn von Prinz Thomas Franz (Savoyen-Carignan) & Katharina Michaela von Spanien)
13. Infantin Ambrosia (5. Dezember 1655–21. Dezember 1655) – (Tochter von König Philipp IV.)
14. Infant Fernando Tomás Carlos (23. Dezember 1658–22. Oktober 1659) – (Sohn von König Philipp IV.)
15. Infant Felipe Próspero (28. November 1657–1. November 1661) – (Sohn von König Philipp IV.)
16. Infant Felipe (7. Juli 1709–8. Juli 1709) – (Sohn von König Philipp V.)
17. Infant Francisco (21. März 1717–21. April 1717) – (Sohn von König Philipp V.)
18. Infant Carlos Clemens (19. September 1771–7. März 1774) – (Sohn von König Karl IV.)
19. Infantin María Luisa (11. September 1777–2. Juli 1782) – (Tochter von König Karl IV.)
20. Infant Carlos Eusebio (5. März 1780–11. Juni 1783) – (Sohn von König Karl IV.)
21. Infant Felipe (5. September 1783–18. Oktober 1784) – (Sohn von König Karl IV.)
22. Infant Fernando Carlos Francisco (5. September 1783–11. November 1784) – (Sohn von König Karl IV.)
23. Infantin María Carlota (4. November 1787–11. November 1787) – (Tochter von Infant Gabriel)
24. Infant Carlos (28. Oktober 1788–9. November 1788) – (Sohn von Infant Gabriel)
25. Infant Felipe (28. März 1792–1. März 1794) – (Sohn von König Karl IV.)
26. Infantin María Teresa (16. Februar 1791–2. November 1794) – (Tochter von König Karl IV.)
27. Infantin Isabel (21. August 1817–9. Januar 1818) – (Tochter von König Ferdinand VII.)
28. Infant Francisco (6. Mai 1820–15. November 1821) – (Sohn von Francisco de Paula de Borbón, Herzog von Cádiz)
29. Infantin María Teresa (15. Juni 1828–3. November 1829) – (Tochter von Francisco de Paula de Borbón, Herzog von Cádiz)
30. Infant Eduardo (4. April 1826–22. Oktober 1830) – (Sohn von Francisco de Paula de Borbón, Herzog von Cádiz)
31. Infant Luis Fernando (1850–1850) – (Sohn von Königin Isabella II.)
32. Infantin María Cristina (5. Januar 1854–7. Januar 1854) – (Tochter von Königin Isabella II.)
33. Infantin María de Regla (8. Oktober 1856–1861) – (Tochter von Infantin Luisa Fernanda von Spanien)
34. Infantin María de la Concepción (26. Dezember 1859–21. Oktober 1861) – (Tochter von Königin Isabella II.)
35. Infant Felipe (12. Mai 1862–1864) – (Sohn von Infantin Luisa Fernanda von Spanien)
36. Infant Francisco Leopoldo (24. Januar 1866–14. Februar 1866) – (Sohn von Königin Isabella II.)
37. Namenlose Infantin – (Nichte von Königin Isabella II.)
38. Namenloser Prinz – (Sohn von König Alfons XIII.)

Kapelle VII:

(2014: 9 belegte Sarkophage)

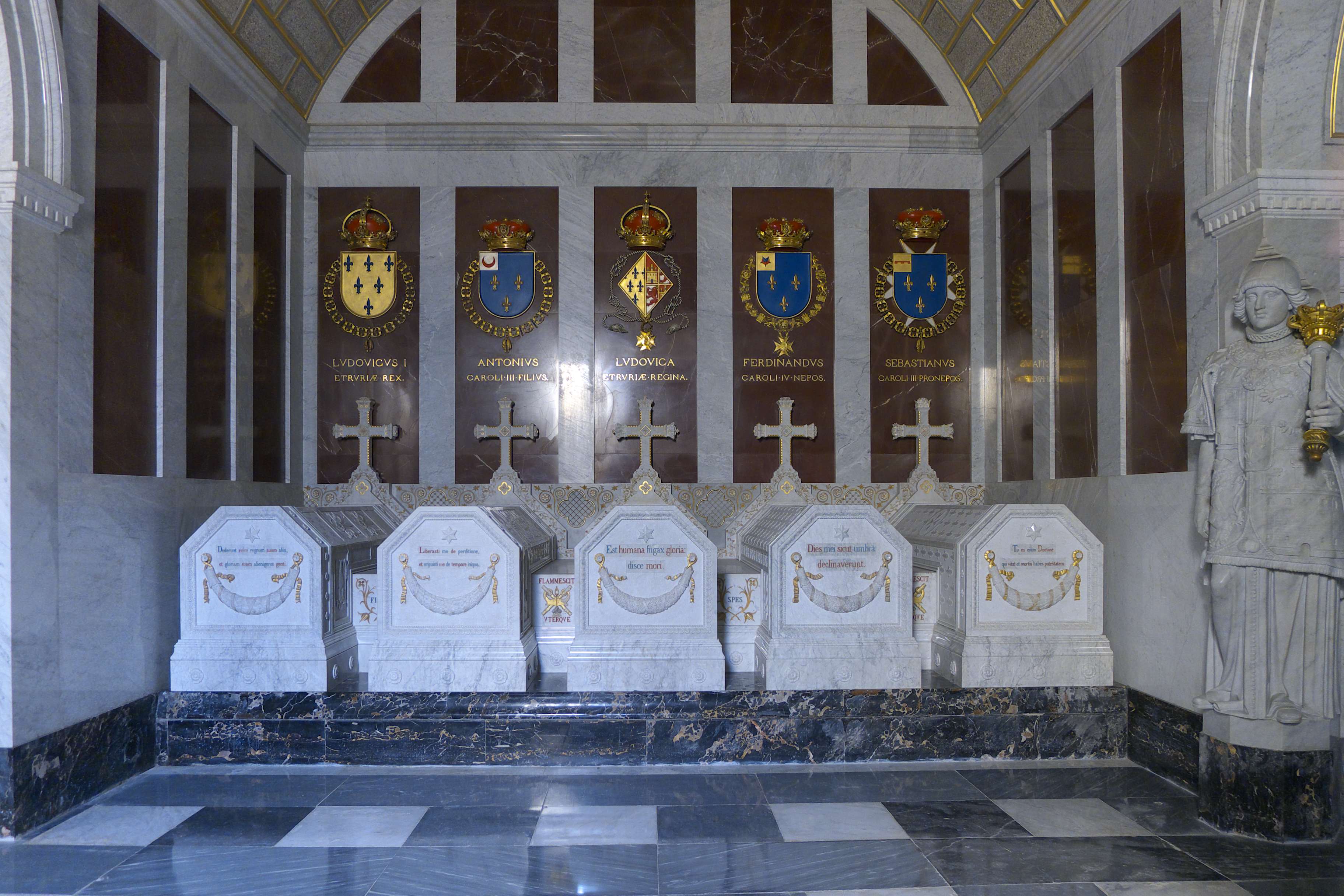
Kapelle VII

1. Ludwig, Erbprinz von Parma, König von Etrurien (5. August 1773–27. Mai 1803) – (Gemahl von Infantin Maria Louisa)
2. Maria Antonia von Neapel und Sizilien, Königin von Spanien (14. Dezember 1784–21. Mai 1806)– (erste Gemahlin von König Ferdinand VII.)
3. Infant Antonio (31. Dezember 1755–20. April 1817) – (Sohn von König Karl III.)
4. Maria Isabella von Portugal, Königin von Spanien (19. Mai 1797–26. Dezember 1818) – (zweite Gemahlin von König Ferdinand VII.)
5. Maria Louisa, Königin von Etrurien, Herzogin von Lucca (6. Juli 1782–13. März 1824) – (Tochter von König Karl IV.)
6. Maria Josepha Amalia von Sachsen, Königin von Spanien (6. Dezember 1803–17. Mai 1829) – (dritte Gemahlin von König Ferdinand VII.)
7. Infant Fernando María (# 10. April 1832–17. Juli 1854) – (Sohn von Francisco de Paula de Borbón, Herzog von Cádiz)
8. Francisco de Paula de Borbón, Herzog von Cádiz (10. März 1794–13. August 1865) – (Sohn von König Karl IV.)
9. Infant Sebastián (1811–1875) – (Sohn von Infant Pedro Carlos)

Kapelle VIII:

(2014: 7 belegte Sarkophage)

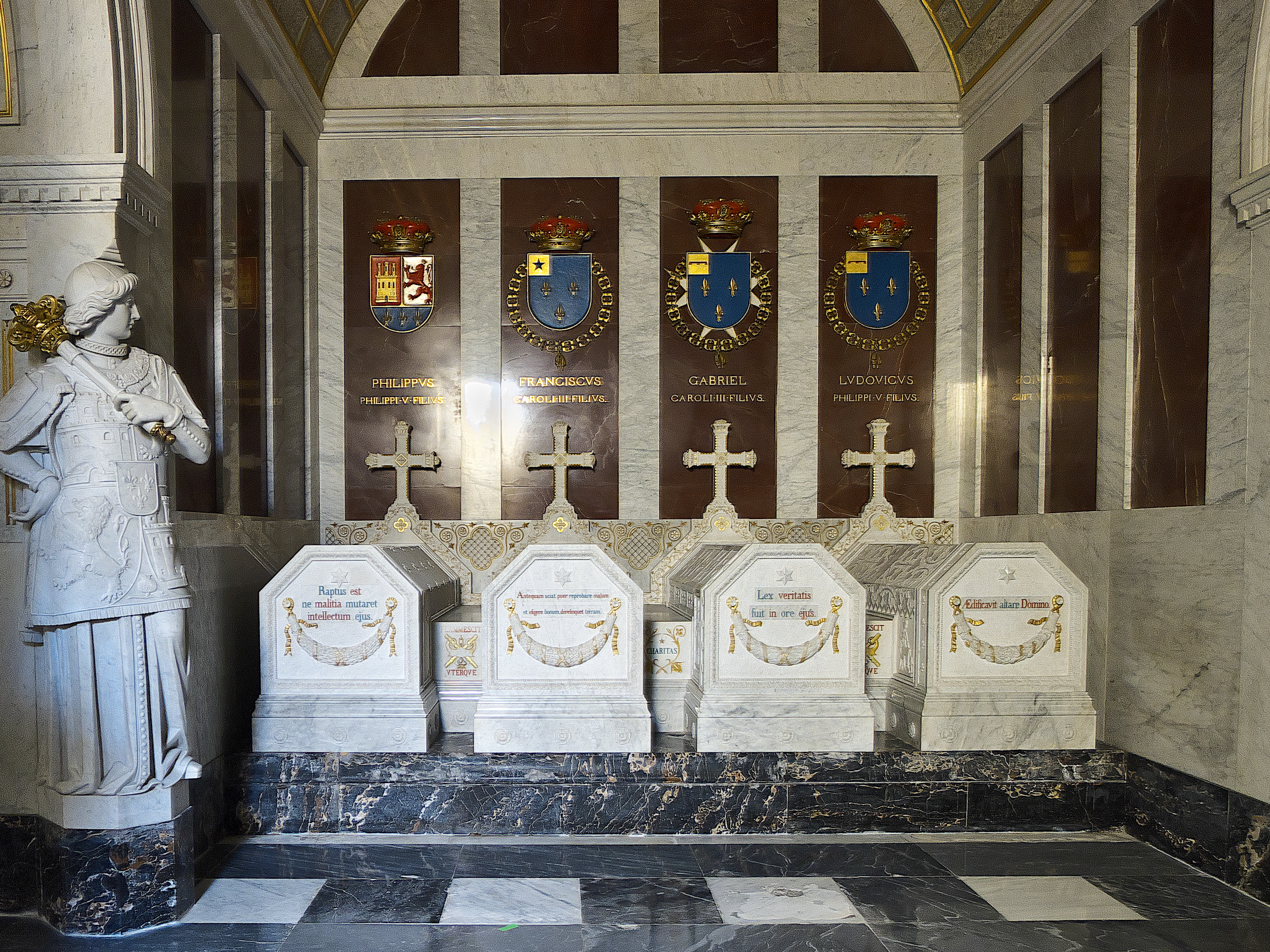
Kapelle VIII

1. Louis Joseph, Herzog von Vendôme (1. Juli 1654–11. Juni 1712)
2. Infant Philip (7. Juni 1712 – 29. Dezember 1719) – (Sohn von König Philipp V.)
3. Infant Francisco Javier (17. März 1757–10. April 1771) – (Sohn von König Karl III.)
4. Infant Luis Antonio, Erzbischof von Toledo (25. Juli 1727–7. August 1785) – (Sohn von König Philipp V.)
5. Anna Victoria von Portugal (15. Dezember 1768–2. November 1788) – (Gemahlin von Infant Gabriel)
6. Infant Gabriel (12. Mai 1752–23. November 1788) – (Sohn von König Karl III.)
7. Infantin María Amelia (9. Januar 1779–22. Juli 1798) – (Tochter von König Karl IV.)

Kapelle IX:

(2014: 17 belegte Sarkophage)

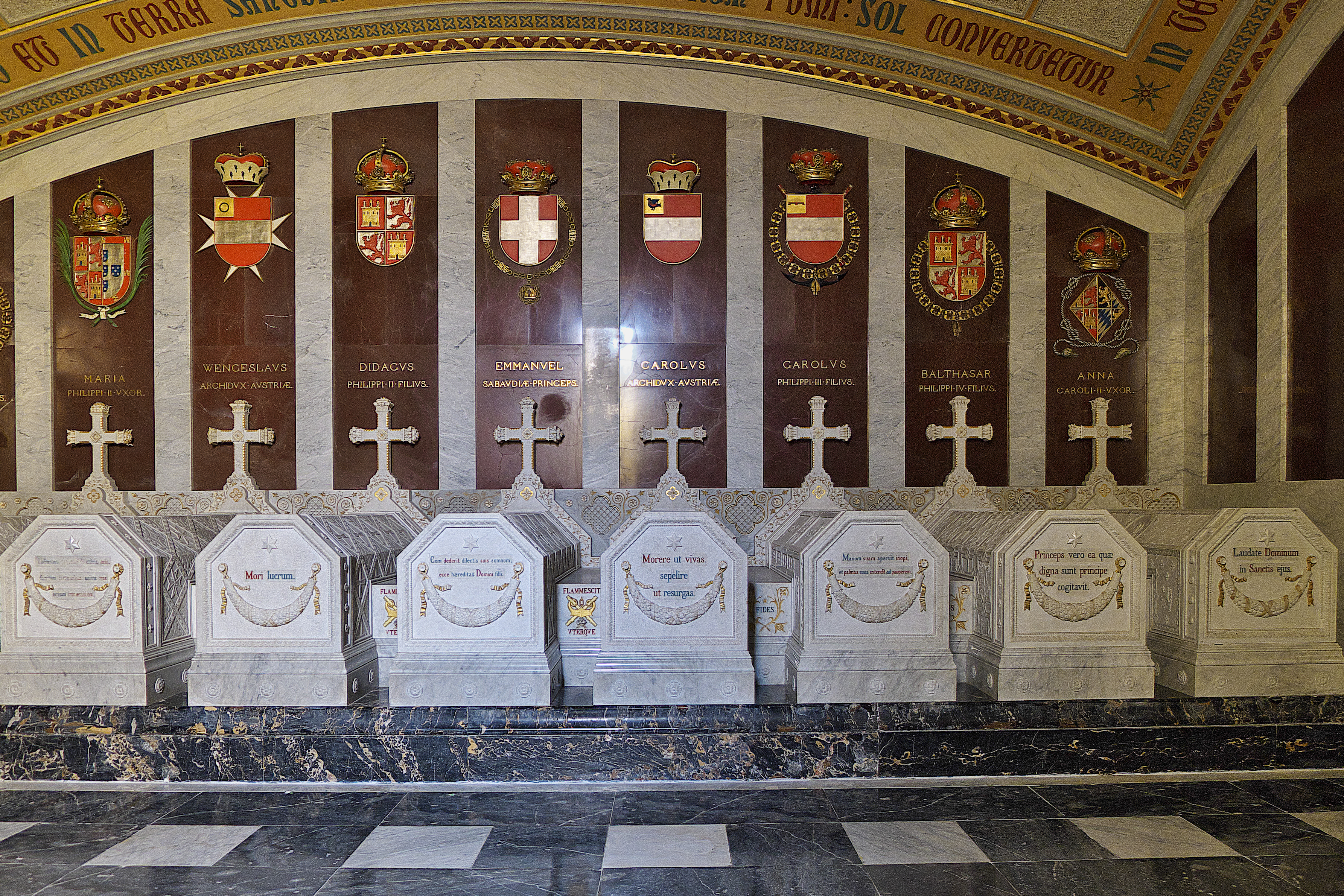
Kapelle IX

1. Maria von Portugal, Königin von Spanien (15. Oktober 1527–12. Juli 1545) – (erste Gemahlin von König Philipp II.)
2. Eleonore von Österreich, Königin von Portugal, Königin von Frankreich (15. November 1498–18. Februar 1558) – (Gemahlin von König Emmanuel I. von Portugal, Gemahlin von König Franz I. von Frankreich)
3. Maria von Kastilien, Königin von Ungarn und Böhmen (17. September 1505–18. Oktober 1558) – (Gemahlin von König Ludwig II. von Ungarn und Böhmen)
4. Don Carlos, Fürst von Asturien (8. Juni 1545–24. Juli 1568) – (Sohn von König Philipp II.)
5. Elisabeth von Valois, Königin von Spanien (2. April 1545–3. Oktober 1568) – (dritte Gemahlin von König Philipp II.)
6. Erzherzog Wenzel von Österreich (9. März 1561–22. September 1578) – (Sohn von Kaiser Maximilian II.)
7. Infant Fernando (4. Dezember 1571–18. Oktober 1578) – (Sohn von König Philipp II.)
8. Infant Diego Felix (12. Juli 1575–21. November 1582) – (Sohn von König Philipp II.)
9. Emanuel von Savoyen, Prinz von Piemont (1586–1605) – (Sohn von Herzog Karl Emmanuel von Savoyen, Enkel von König Philipp II.)
10. Prinz Philibert von Savoyen (1588–1624) – (Sohn von Herzog Karl Emmanuel von Savoyen, Enkel von König Philipp II.)
11. Erzherzog Karl Joseph von Österreich (7. August 1590–28. Dezember 1624) – (Sohn von Erzherzog Karl II.)
12. Infant Carlos (14. September 1607–30. Juli 1632) – (Sohn von König Philipp III.)
13. Infant Fernando, Kardinal (16. Mai 1609–9. November 1641) – (Sohn von König Philipp III.)
14. Infant Balthasar Carlos (17. Oktober 1629–9. Oktober 1646) – (Sohn von König Philipp IV.)
15. Maria Louisa von Orléans, Königin von Spanien (27. März 1662–12. Februar 1689) – (erste Gemahlin von König Karl II.)
16. Infantin Margarita (1610–1717) – (Tochter von König Philipp III.)
17. Maria Anna von Pfalz-Neuburg, Königin von Spanien (28. Oktober 1667–16. Juli 1740) – (zweite Gemahlin von König Karl II.)

Pudridero des Pantheons der Infanten:
- Infant Jaime, Herzog von Segovia (23. Juni 1908–20. März 1975) – (Sohn von König Alfons XIII.)
- Infant Luis Alfonso (1906–1983) – (Sohn von Infantin María Teresa)
- Infantin Isabel (16. Oktober 1904–1985) – (Tochter von Infantin María de las Mercedes)
- Infant Carlos von Bourbon-Sizilien (1938–2015) – (Sohn von Infant Alfonso von Bourbon-Sizilien)

Siehe auch: Grabstätten europäischer Monarchen

## Ansichten

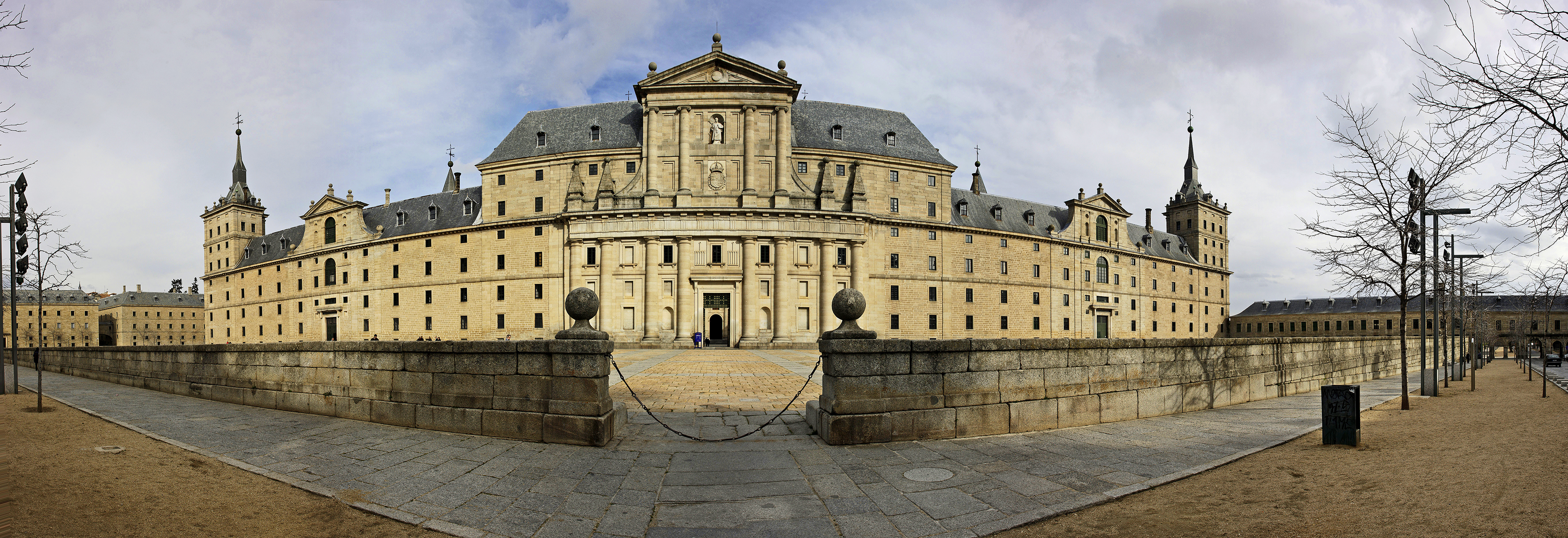
Hauptfassade
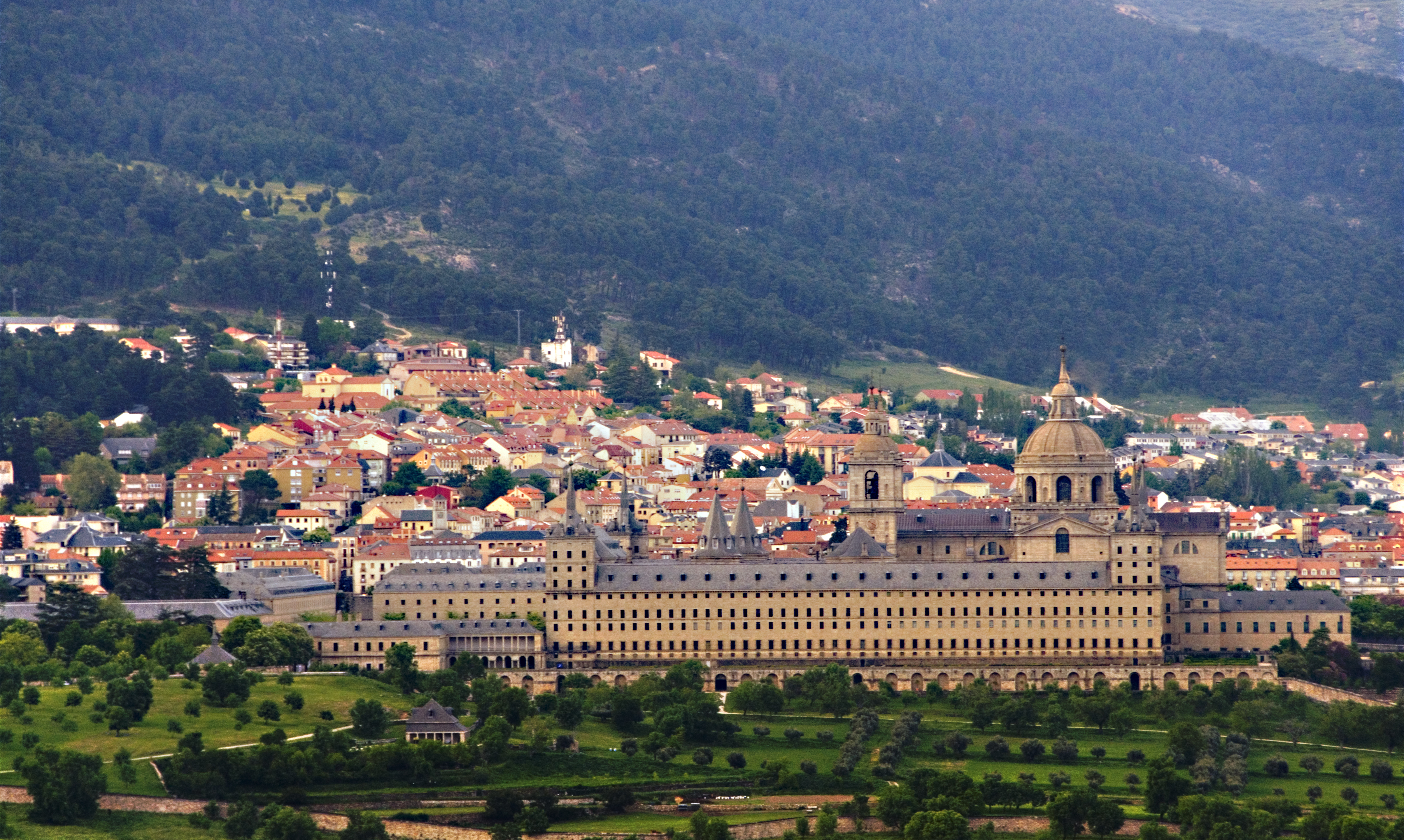
Blick auf den Ort mit der Residenz
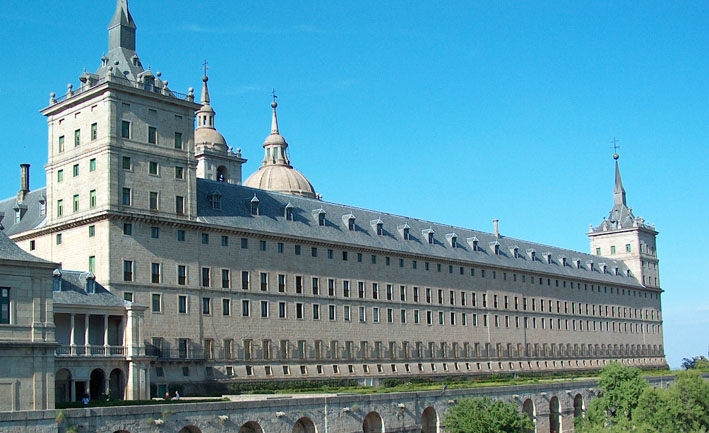
Südseite
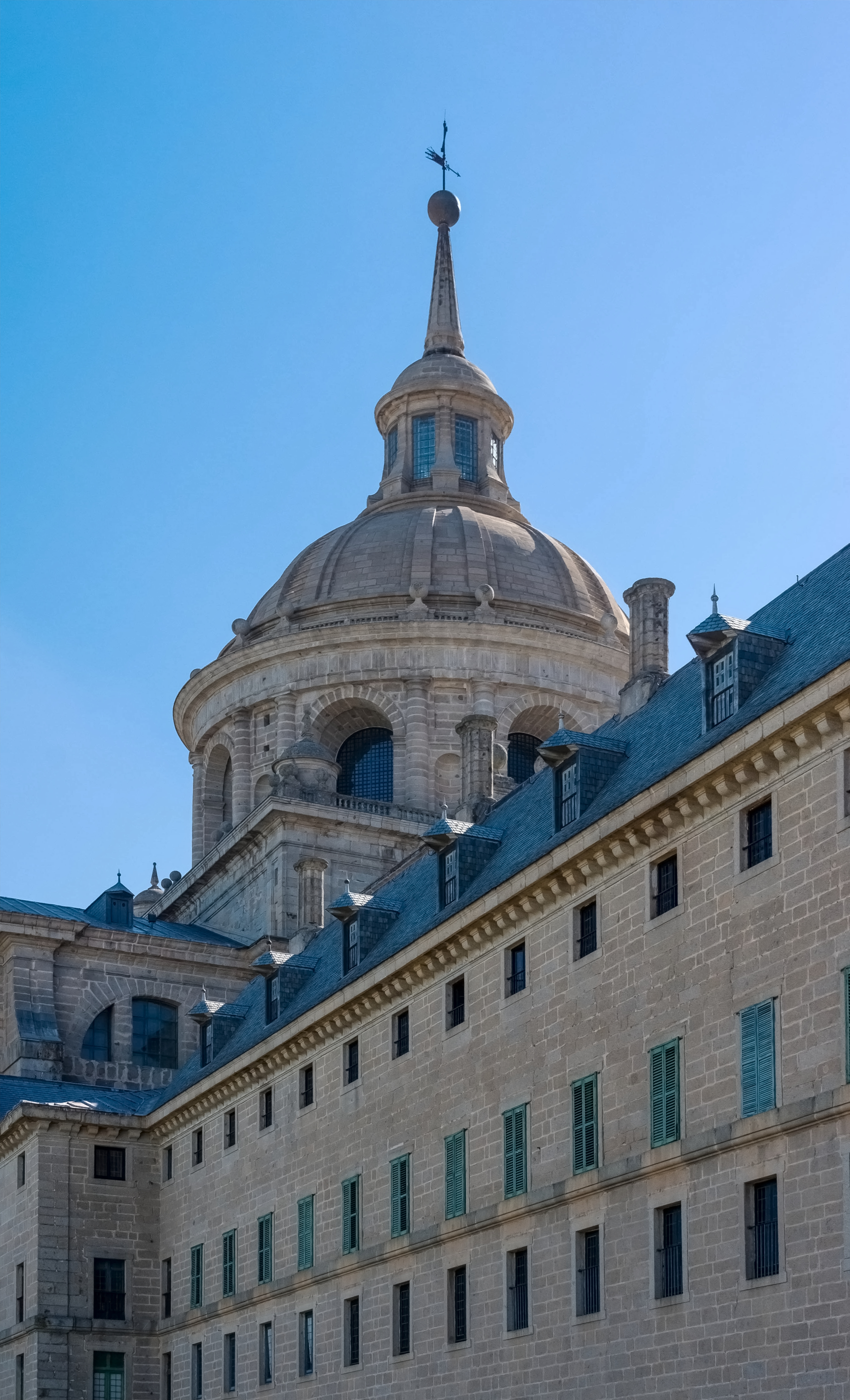
Kirchenkuppel